# Tensorprodukt
Tensorprodukten V ⊗ W (Latex: V \otimes W  ) av två vektorrum V och W (över samma kropp ) är i sig ett vektorrum, utrustat med den bilinjära kompositionen betecknad med ⊗, från ordnande par i den kartesiska produkten V × W till V ⊗ W på ett sätt som generaliserar den yttre produkten.